# Прихований трек
Прихований трек (англ. Hidden track) — музичний фрагмент, який розташований на аудіоносії (cd-диску, магнітофонній касети та ін.) таким чином, щоб уникати виявлення випадковим слухачем. У деяких рідкісних випадках прихований трек - фактично результат помилки, яка сталася в процесі мастерингу. Частіше, прихований трек вводиться  авторами для того, щоб здивувати слухача.